# (9817) Терсандр
(9817) Терсандр (др.-греч. Θέρσανδρος) — типичный троянский астероид Юпитера, движущийся в точке Лагранжа L4, в 60° впереди планеты. Астероид был открыт 24 сентября 1960 года американскими астрономами К. Й. ван Хаутеном, И. ван Хаутен-Груневельд и Томом Герельсом в Паломарской обсерватории и назван в честь Терсандра, персонажа древнегреческой мифологии.

Орбита астероида Терсандр и его положение в Солнечной системе